# Ipurdi dantza
Ipurdi dantza és una dansa basca de la vall de Baztan. Després de fer un cercle en el ball, es toca el terra amb les diferents extremitats (peus, peus més mans, ...) Es diu que es feia per donar a conèixer les parts del cos als nens de les granges.
Aquesta cançó és una versió adaptada de la cançó tradicional occitana Joan Petit.